# Belgiske 1. amatørdivision
Den belgiske 1. amatørdivision er den tredjehøjeste række i det belgiske fodboldsystem, et niveau under den Belgiske 1. division B. Den blev skabt af Belgiens fodboldforbund i 2016, hvor den blev placeret som tredje niveau, og derved skubbede alle divisioner herunder et niveau ned.